# Nulla poena sine lege
Nulla poena sine lege (latinsky: žádný trest bez zákona) je právní princip, který říká, že nelze někoho za něco trestat, pokud daný skutek není zakázán zákonem. Tento princip je přijat a kodifikován v moderních demokratických státech jakožto základní požadavek Rule of law.

## Požadavky
V moderním evropském trestním právu, například v pojetí německého ústavního soudu, je princip nulla poena sine lege chápán jako spojení čtyř samostatných požadavků:
Nulla poena sine lege praeviaNelze trestat na základě později přijatého zákona (retroaktivní aplikace trestního práva).
Nulla poena sine lege scriptaNelze trestat bez psaného zákona. Tedy zákazy, za jejichž porušení se trestá, musejí být ustaveny jako písemné právní nástroje a přijaty způsobem, který vyžaduje ústavní právo. Trestání na základě obyčejového práva je vyloučeno.
Nulla poena sine lege certaNelze trestat bez určitého zákona. Trestní zákon musí definovat trestné jednání a trest s dostatečnou určitostí, aby mohli lidé předpokládat, jaký konkrétní skutek by mohl být trestný a mohli se podle toho chovat. Toto pravidlo vyjadřuje obecný princip právní jistoty v záležitostech trestního práva. Pravidlo je uznáváno a kodifikováno v mnoha národních právních řádech, stejně jako například Soudním dvorem Evropské unie jako „obecný princip komunitárního práva“.
Nulla poena sine lege strictaNelze trestat bez striktního práva. V trestním právu je zakázána aplikace pomocí analogie.

## Angloamerické právo
Princip je v angloamerickém právu zkomplikován zákonodárnou mocí soudů. Dokonce ani v kontinentálních právních systémech, které nedovolují tvorbu zákonů soudy, není vždy jasné, kde končí interpretace trestního práva a začíná jeho tvorba.

## Univerzální jurisdikce
Otázka jurisdikce se může někdy postavit proti tomuto principu. Například mezinárodní zvykové právo umožňuje trestání pirátů kteroukoli zemí (aplikací univerzální jurisdikce), i pokud nespáchali trestné činy v oblasti, která spadá pod působnost práva dané země. Podobný princip se objevuje v posledních dekádách v souvislosti se zločiny genocidy a Rezoluce Rady bezpečnosti OSN č. 1674 „obnovuje uplatňování paragrafů 138 a 139 ze Světového summitu OSN 2005 ohledně odpovědnosti za ochranu obyvatelstva před genocidou, válečnými zločiny, etnickými čistkami a zločiny proti lidskosti“, pokud stát, kde je proti obyvatelstvu toto násilí vedeno, ho neuznává jako porušení domácího práva. Ovšem zdá se, že univerzální jurisdikce není podstatně rozšiřována na jiné trestné činy a tedy vyhovuje Nulla poena sine lege.